# Christen Press
Christen Annemarie Press (n. 29 decembrie 1988, Los Angeles, California, SUA) este o fotbalistă americană care joacă la Utah Royals FC din Liga Națională de Fotbal Feminin (NWSL), cea mai înaltă divizie a fotbalului profesionist feminin din Statele Unite și membră a echipei naționale de fotbal a Statelor Unite ale Americii. Ea a jucat pentru prima dată la echipa națională a Statelor Unite în timpul unui meci amical internațional împotriva Scoției, pe 9 februarie 2013. De atunci a avut 135 de prezențe și a marcat 56 de goluri. 
Christen Press a primit Trofeul Hermann în 2010 și deține recordurile de goluri marcate și pase de gol ale Universității din Stanford. În urma rezultatelor din perioada universitară, Press a ocupat locul patru în cadrul Washington Freedom în WPS Draft 2011, unde a fost numită WPS Rookie of the Year. A fost golgheterul Damallsvenskanului în 2013, cu 23 de goluri marcate pentru Tyresö FF și a devenit primul american care a obținut premiul Gheata de Aur din istoria Ligii Suedeze. 
Christen Press a jucat pentru Chicago Red Stars, Kopparbergs / Göteborg FC și Tyresö FF în Damallsvenskan din Suedia și magicJack în WPS. Ea a ajutat Statele Unite să câștige titlurile la Cupa Mondială FIFA Feminin din 2015 și 2019.

## Tinerețe
Născută în Los Angeles, Christen a fost crescută în suburbia Palos Verdes împreună cu cele două surori ale sale, Channing și Tyler.  A început să joace fotbal la vârsta de cinci ani  și mai târziu a urmat liceul  Chadwick.  
La liceul ei, în calitate de căpitan de echipă timp de doi ani și membru în echipa de bază timp de patru ani, Press a adus la Chadwick două titluri ale Diviziei a IV-a a Secției Sud. În 2006, a fost recunoscută ca  NSCAA High School All-American și Parade Magazine All-American. În timpul carierei sale de liceu, ea a marcat 128 de goluri, dintre care 38 în primul an  (un record al școlii). A fost desemnată de două ori cea mai bună atacantă din  Divizia a IV-a a Secției Sud și de patru ori cel mai valoros jucător ofensiv (MVP)  din Prep League League.  
Press a jucat fotbalul la clubul Slammers FC din Newport Beach, California și a câștigat Gheata de Aur pentru cele mai multe goluri înscrise în turneul național al Asociației Tineretului Fotbal al Asociației SUA .  

### Cardinalul Stanford, 2007–2010
Press este marcatorul principal al echipei de fotbal feminin Stanford Cardinal cu 71 de goluri.  În timp ce juca pentru Cardinal, ea a doborât recordurile universității pentru puncte de carieră  (183), pase de gol (41) și șuturi pe poartă (500); precum și recordul pentru cele mai multe goluri într-un sezon (26), șuturi pe poartă (180) și goluri câștigătoare (10).  A fost cea de-a doua câștigătoare a trofeului Hermann și s-a clasat de două ori pe locul doi la Cupa Colegiului feminin NCAA . 

#### Statistici Stanford
| An    | Ap | Începe | Gol | PsGol |
| ----- | -- | ------ | --- | ----- |
| 2007  | 21 | 18     | 8   | 6     |
| 2008  | 25 | 25     | 16  | 11    |
| 2009  | 26 | 26     | 21  | 16    |
| 2010  | 26 | 26     | 26  | 8     |
| Total | 98 | 95     | 71  | 41    |

Sursa 

## Cariera de club

### magicJack, 2011

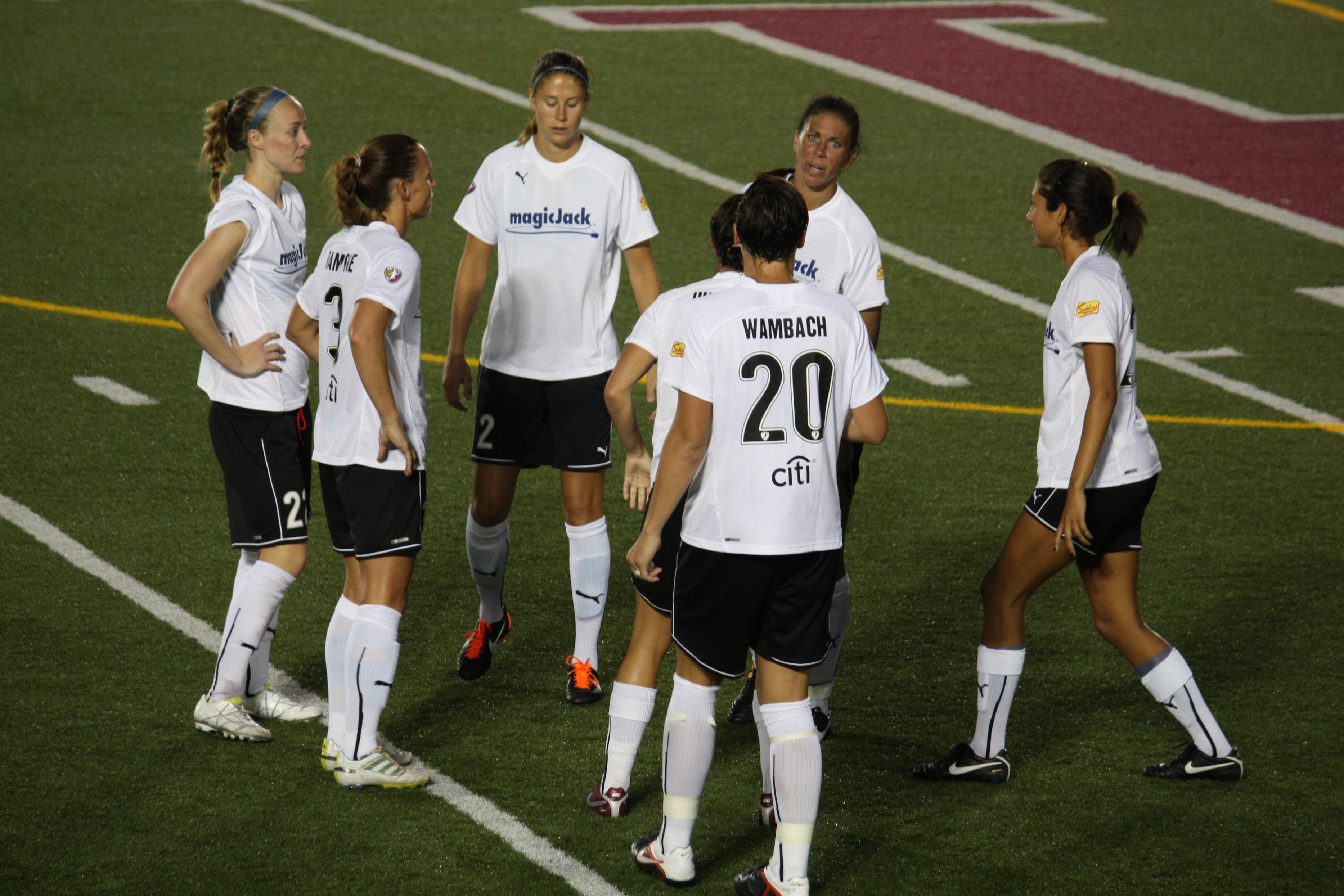
Press (cea din dreapta) cu colegii ei de echipă magicJack în timpul unui meci cu Boston Breakers din 6 august 2011. De la stânga la dreapta: Sauerbrunn, Rampone, Dalmy, Huffman, Wambach, Boxx, Press

Press a fost selecționată de Washington Freedom ca a patra alegere din 2011 în proiectul WPS .   După ce și-a schimbat patronii, echipa s-a mutat în Florida și a fost redenumită magicJack . Press a marcat primul ei gol în minutul 64 al meciului câștigat de MagicJack cu 2-0 asupra lui Atlanta Beat în mai.  În timpul unui meci câștigat cu 4–0 în fața celor de la Boston Breakers în iulie, Press a realizat primul ei hat trick  într-un meci profesionist.   După ce a pierdut în semifinala playoff-urilor, ea a primit premiul Rookie of the Year al Federației americane de fotbal. 

### Kopparbergs / Göteborg FC, 2018
La începutul anului 2012, Press a semnat un nou contract profesional cu Kopparbergs / Göteborg FC din Damallsvenskan, liga de divizie de top din Suedia .  Primul ei meci cu Göteborg a fost un meci din sferturile de finală ale Ligii Campionatului Feminin din 2012–13 împotriva Arsenal, meci care s-a încheiat cu o pierdere de 3-0. 
În debutul sezonului obișnuit cu Göteborg, pe 10 aprilie, împotriva lui Djurgården, ea a marcat două goluri, cu primul său gol venit în al cincilea minut al meciului.  Mai târziu, în cursul acestei luni, ea a marcat o altă lovitură, de această dată cu golurile marcate la cinci minute distanță în meciul câștigat cu 6-0 împotriva KIF Örebro .  Press a încheiat anul în calitate de al doilea cel mai bun marcator din Damallsvenskan, cu 17 goluri în liga și cu total de 25 de goluri înscrise în toate competițiile. 

### Tyresö FF, 2013–2014

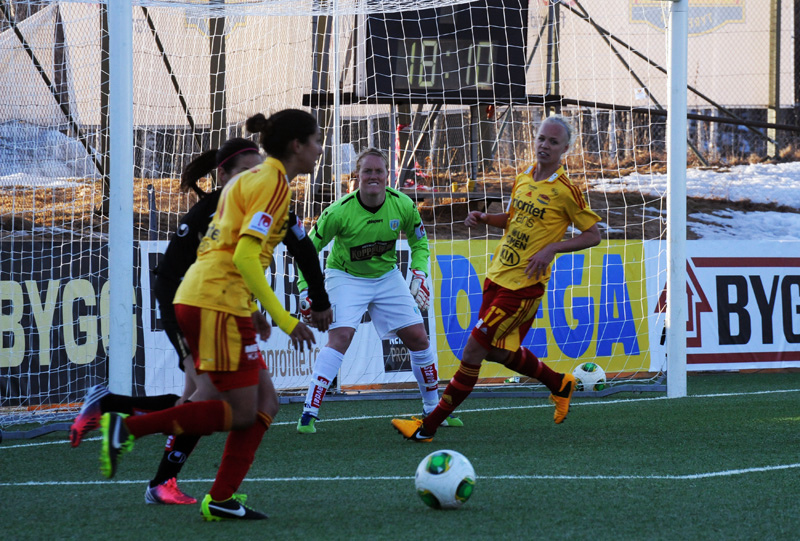
Press joacă pentru Tyresö FF la Svenska Supercupen, 2013

La începutul anului 2013, Press a semnat cu campionii Damallsvenskan, Tyresö FF, din Stockholm .  Pentru al doilea sezon consecutiv, ea a marcat un gol în debutul sezonului.  Press a marcat patru goluri într-o victorie cu 10–2 asupra Sunnanå SK .   În următorul meci al echipei, ea a marcat două goluri ajutând echipa să învingă Jitex BK 7–0.  Pe 9 iunie 2013, ea a marcat un trei goluri  în timpul victoriei echipei 5-1 la Kristianstads DFF .   În ultimul meci al echipei Press a marcat de două ori împotriva fostei sale echipe, Göteborg FC, ajutând Tyresö să câștige cu 4-1. 
Press a încheiat sezonul ca golgheter în liga cu 23 de goluri, devenind primul american care a făcut acest lucru în istoria Damallsvenskanului.  Tyresö a terminat pe locul doi în sezonul regulat, cu un record de 14–6–2 și astfel s-a calificat pentru Liga Campionilor Feminin UEFA 2014–15 .  În octombrie, Press a marcat singurele două goluri ale lui Tyresö în cadrul meciului din Liga Campionilor Feminin din UEFA 2013–14 din 32 de meciuri, asigurând o victorie agregată 2-1 asupra partidei franceze Paris Saint-Germain Féminines și trimițându-și echipa la turul din 16 .  În 2013, ea a marcat de trei ori în Svenska Cupen și de nouă ori în competițiile din Liga Campionilor UEFA Feminin 2013–14, pentru un număr total de 37 de goluri.  Cele nouă goluri marcate în Liga Campionilor au ajutat să ducă echipa în finala Ligii Campionilor Feminin din UEFA din 2014, unde au pierdut cu 4-3 în fața lui VfL Wolfsburg . 

### Chicago Red Stars, 2014–2017

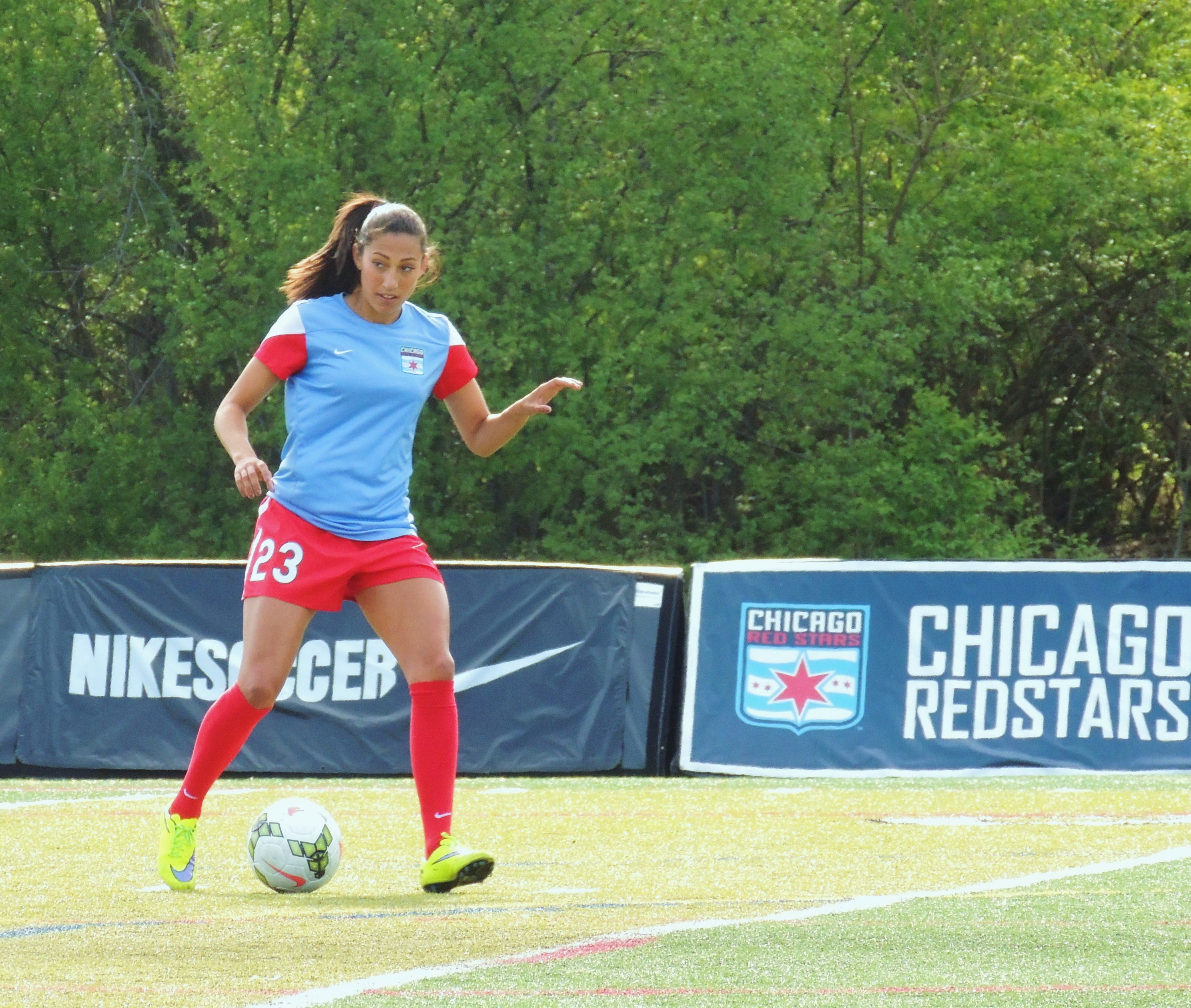
Christen Press se încălzește în cadrul echipei Red Stars pe 2 mai 2015

În ianuarie 2014, Press s-a alăturat echipei  Chicago Red Stars și în sezonul NWSL 2014 a marcat șase goluri pentru echipă în doar 12 meciuri, primind Cizma de Aur a echipei. 
Press a continuat la Chicago Red Stars și în sezonul 2015 . În timpul primului meci al echipei împotriva lui Seattle Reign FC, ea a marcat două goluri și a dat o pasă de gol lui Jen Hoy, rezultând într-o victorie cu 3–2.  Ulterior, a fost numită jucătorul NWSL al săptămânii din liga pentru a doua săptămână a sezonului.  Pe 25 aprilie, Press a marcat două goluri într-un meci egal cu Portland. La sfârșitul lunii aprilie, după ce a marcat patru goluri și o pasă de gol, Press a fost numită NWSL Player of the Month .  Press a ratat următoarele opt meciuri datorită participării la Cupa Mondială FIFA Feminin 2015 . După ce a revenit, ea a marcat patru goluri într-un interval de trei jocuri. 
În sezonul 2016, Press a fost desemnat căpitan și a marcat opt goluri în 14 jocuri.  Ea a marcat un gol în playoff-urile NWSL, deși Red Stars a fost eliminată după ce a pierdut cu  2-1 în fața celor de la  Washington Spirit. 
Press a fost căpitan al echipei pentru un al doilea sezon în 2017 .  Ea a fost golgheterul echipei cu 11 goluri  și al patrulea cel mai mare marcator din ligă.   Echipa Chicago a terminat pe locul patru Press a fost numit la NWSL Best XI la sfârșitul sezonului. 
Pe 18 ianuarie 2018, Press a fost transferată la Houston Dash ca parte a unui transfer care le includeau și pe Carli Lloyd și Samantha Kerr .  Pe 10 martie, The Dash au fost informați că Press nu va intra la club și că are multiple oferte în străinătate. 

### Kopparbergs / Göteborg FC, 2018
În martie 2018, Press a semnat un contract de trei luni cu fostul său club Kopparbergs / Göteborg FC, deși Dash a deținut în continuare drepturile ei NWSL.   După ce a marcat patru goluri în trei jocuri, Press a fost numită Damallsvenskan Jucătorul lunii pentru luna aprilie.  În luna mai, ea a marcat două goluri în meciul câștigat cu  3–1 împotriva echipei  IF Limhamn Bunkeflo .  Pe 19 iunie, echipa a anunțat un acord cu clubul de  Utah Royals FC, pentru a-și încheia contractul devreme și pentru a se putea alătura Royals pentru restul sezonului 2018. 

### Utah Royals FC, 2018 - prezent
Pe 18 iunie, Utah Royals FC a anunțat că a obținut drepturile pentru Press într-un transfer cu Brooke Elby și Chicago Red Stars.  Ea a debutat pe 27 iunie într-o remiză de 0-0 împotriva echipei din Seattle.  Press a jucat în 11 partide în sezonul 2018 și a marcat 2 goluri.  Royalii au terminat pe locul al cincilea în timpul sezonului lor inaugural . 
Press a avut un început puternic în sezonul NWSL din 2019 . Ea a dat pase de gol lui Lo'eau LaBonta care a marcat în fața celor de la  Washington Spirit în deschiderea sezonului.  Press a marcat apoi singurul gol în victoria cu 1–0 în fața celor de la Orlando Pride . Press a fost recunoscută în echipa NWSL a lunii aprilie.  Datorită participării la Cupa Mondială a Femeilor din 2019 și a turneului victoriei USWNT, Press a ratat 11 partide în timpul sezonului. A înregistrat un gol sau a asistat la primele sale cinci jocuri cu Royals în 2019. Press a fost numită NWSL Player of the Week pentru Săptămâna 17.  Ea a fost numită jucătorul NWSL al lunii august.   Ea a fost desemnată NWSL Best XI pentru 2019.

## Cariera internațională

### 2012
Ca membră a echipei național de jucători de fotbal din Statele Unite ale Americii, Press a fost numit în echipa pentru Jocurile Olimpice de vară din 2012 de la Londra, deși a participat ca supleant și nu a reușit lista finală. 

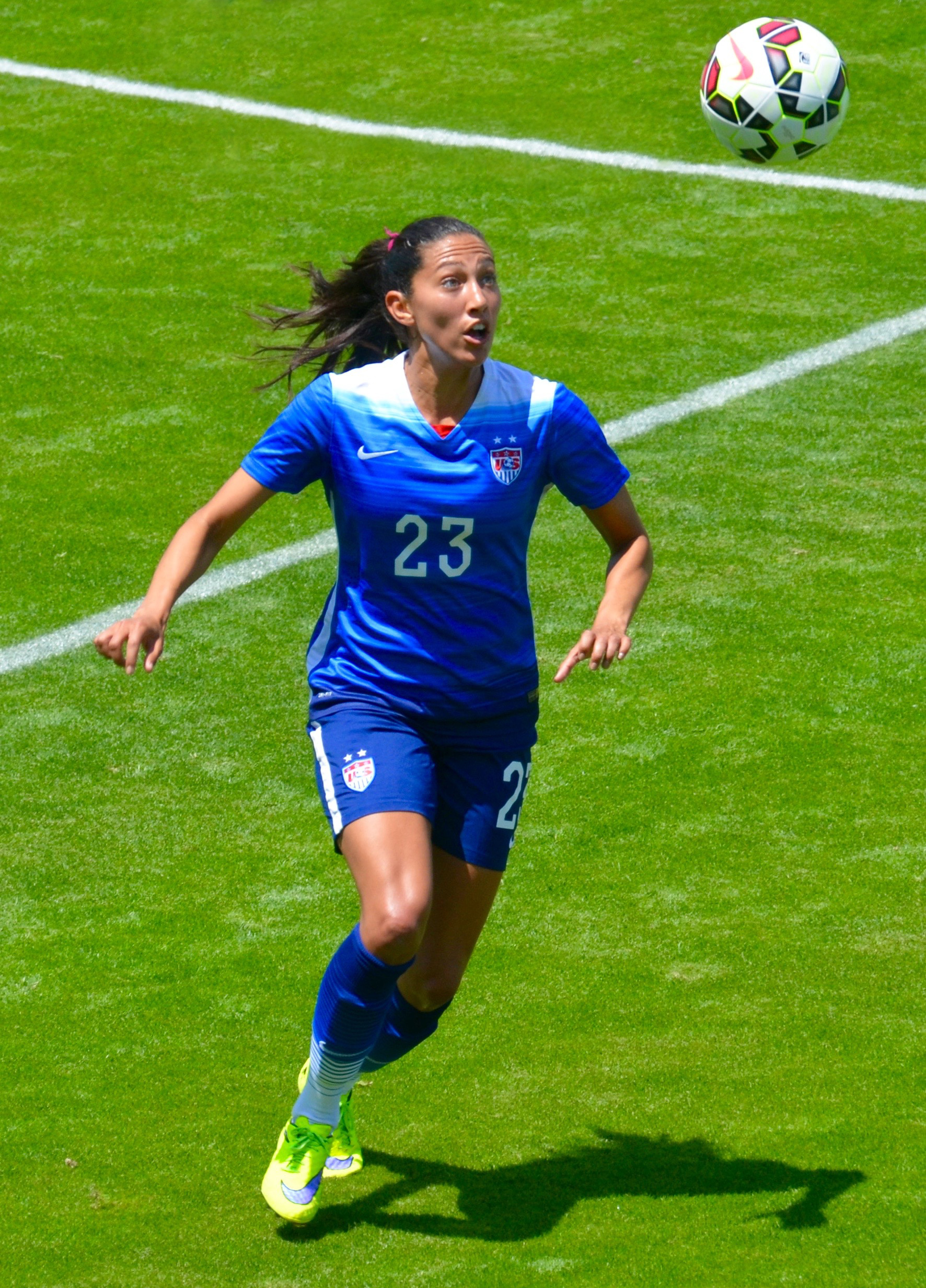
Press juscând pentru echipa SUA la Avaya Stadium, mai 2015

Ea a jucat prima oară pentru echipa națională pe 9 februarie, într-un amical împotriva Scoției . După ce a marcat primele două goluri ale meciului jucând ca mijlocaș dreapta, ea a dat pasă de gol pentru cel de-al treilea gol al Statelor Unite. Press este a treia femeie care a marcat două goluri la primul ei meci pentru echipa națională a SUA, după Cindy Parlow Cone în 1996 și Sherrill Kester în 2000. SUA au învins Scoția 4-1 și Press a fost numită Budweiser Woman of the Match.    Patru zile mai târziu, ea a marcat un alt gol ajutând SUA să învingă Scoția cu 2-0. Nicio altă femeie americană nu a marcat trei goluri în primele două partide.  Al treilea meci pentru echipa națională Press l-a jucat la Cupa Algarve din 2013 în timpul primei etape pe grupă  împotriva Islandei . Press a înlocuit-o în minutul 64 pentru Carli Lloyd, și SUA a învins Islanda 3-0.  În cadrul următorului meci al echipei din 8 martie 2013, Press a marcat cel de-al patrulea gol într-o victorie de 5-0 asupra Chinei . Odată cu golul împotriva Chinei, Press a devenit a cincea jucătoare a echipei naționale de femei care a marcat cel puțin patru goluri în primele sale patru meciuri.  Statele Unite au ocupat primul la Cupa Algarve din 2013, cu o victorie de 2–0 asupra Germaniei. Press și-a încheiat primul an cu echipa națională de seniori, cu opt goluri în 12 meciuri. 

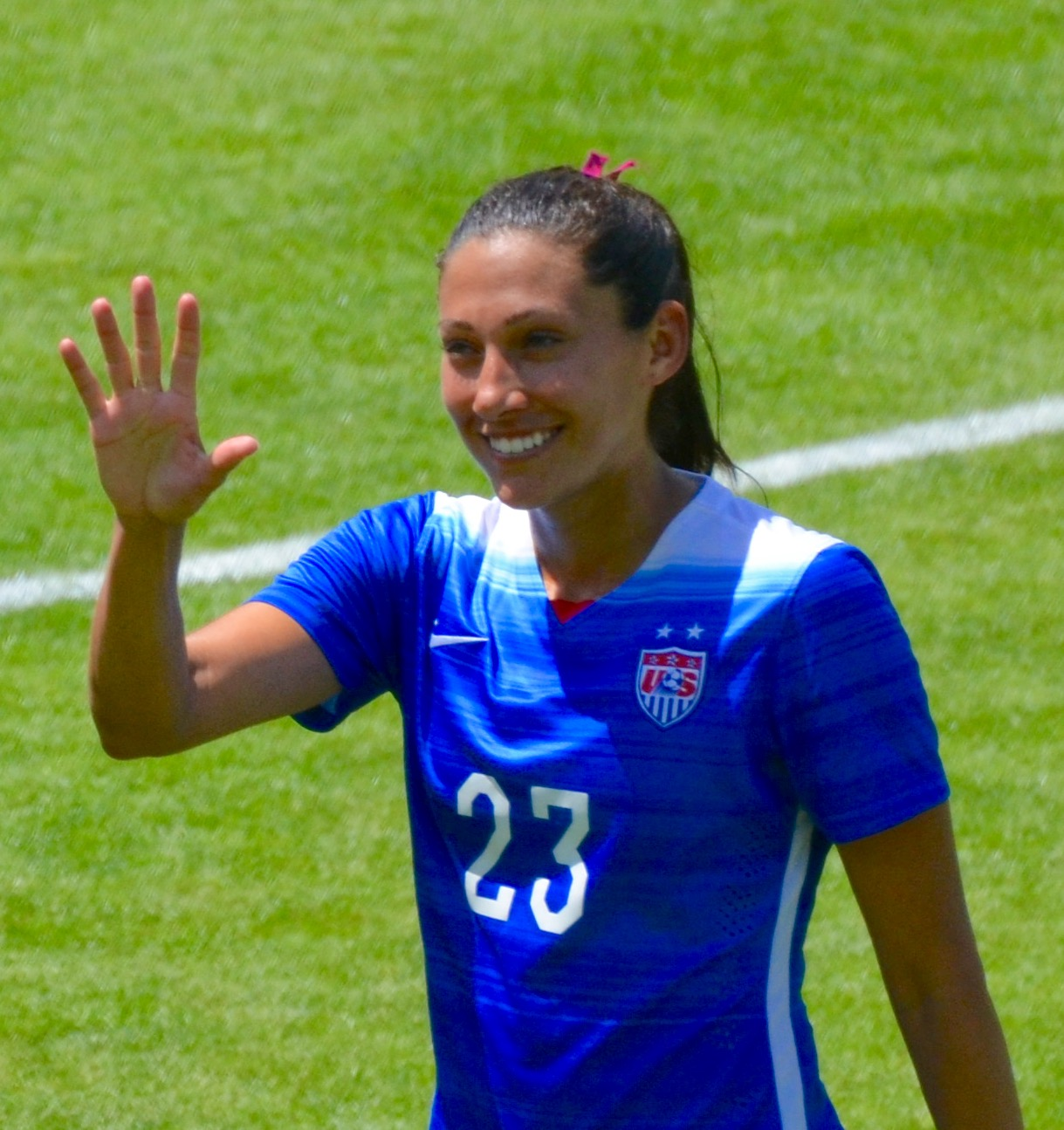
Press în 2015

### 2014
Press a marcat 11 goluri în carieră (și s-a clasat pe locul trei în topul echipei naționale) în 2014.  În cadrul unui meci din faza grupelor împotriva Argentinei la Turneul Internațional de la Brasilia 2014, ea a marcat patru goluri ajutând SUA să câștige 7-0,  și să se califice pentru .  La începutul anului, ea a marcat un gol împotriva Rusiei într-un amical pe 8 februarie 2014 și din nou pe 13 februarie 2014.  Press a fost selectată de antrenorul principal al echipei naționale, Tom Sermanni, pentru a juca la Cupa Algarve 2014 . În octombrie, Press a prezentat în Campionatul feminin CONCACAF din 2014, unde echipa a câștigat turneul. 

### 2015: Cupa Mondială Feminină FIFA
Press a fost desemnată la echipa națională pentru Cupa Mondială FIFA Feminin 2015 din Canada.  Pe 8 iunie, a început primul turneu împotriva Australiei și a marcat primul său gol al Cupei Mondiale în minutul 61.  Ea a jucat în patru dintre cele șapte meciuri ale echipei, începând două, ajutând SUA să progreseze în finala Cupei Mondiale FIFA Feminin din 2015 .  SUA au câștigat turneul după ce au învins Japonia 5–2.  

### 2016: Jocurile Olimpice de vară
Press a fost selectată ca unul dintre cei 18 membri ai echipei Olimpiadei de vară.  După ce echipa a trecut la etapele eliminatorii, a pierdut în sferturile de finală în fața Suediei. După o remiză de 1-1, au pierdut cu 4–3 la loviturile de pedeapsă de departajare, iar Press a ratat lovitura decisivă a echipei. Suporterii de pe rețelele de socializare au început hashtag-ul #DogsforChristen pentru a o înveseli   și a devenit un subiect de discuții la nivel mondial pe Twitter.  Press a concurat în toate cele patru meciuri ale echipei și a început meciul pe poziția de atacant în remiza 2-2 împotriva Columbiei.
Press a fost unul dintre cei doi jucători americani care au apărut în cele 25 de jocuri din 2016.  Ea a încheiat 2016 cu 12 goluri, care a fost al treilea an consecutiv în care a înregistrat goluri cu cifre duble și a fost cel mai bun record al ei de goluri din echipă.  A devenit al cincilea jucător din istoria echipei care a marcat peste 10 goluri  timp de trei ani consecutivi, alăturându-se lui Mia Hamm, Abby Wambach, Tiffeny Milbrett și Carli Lloyd.  

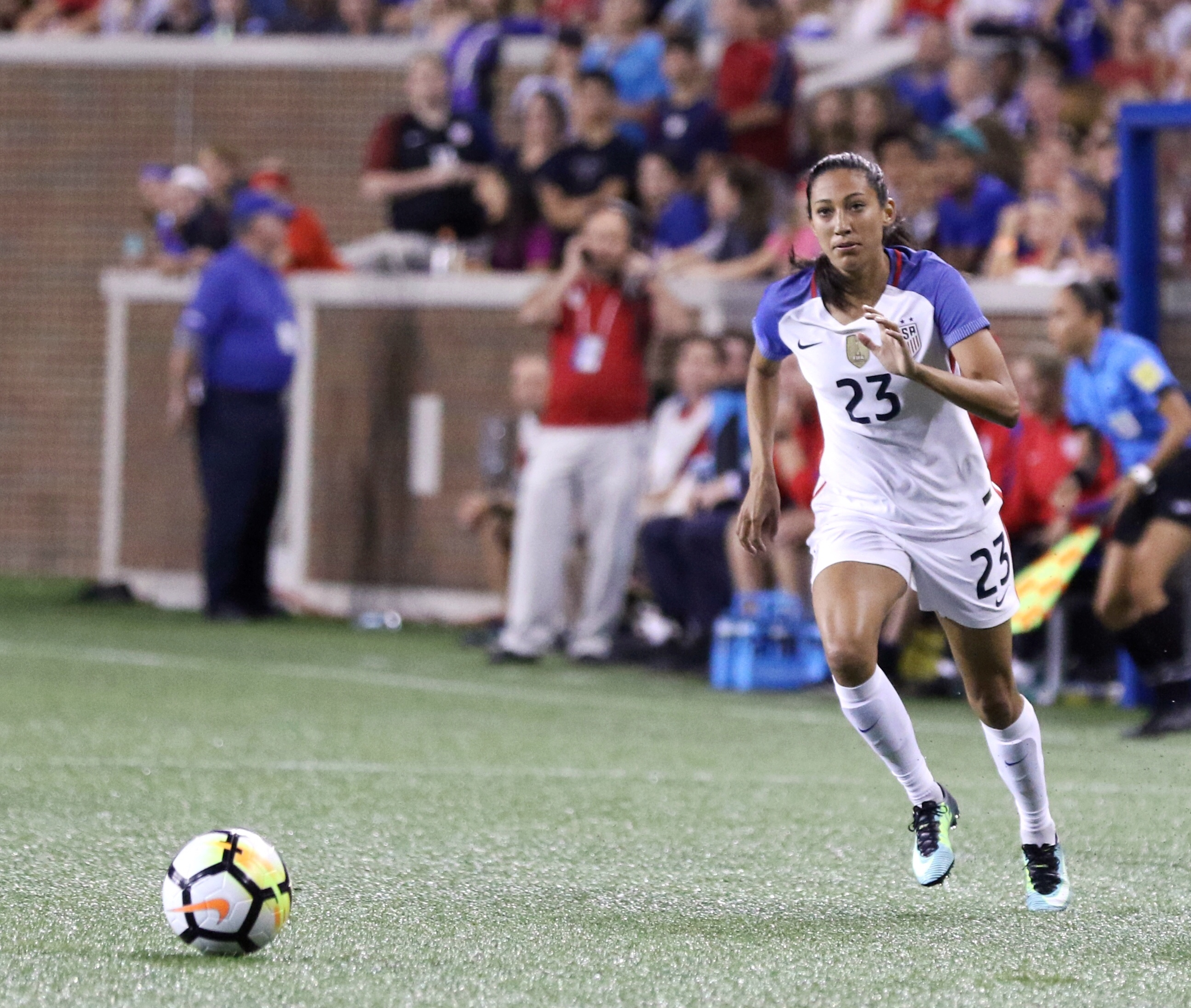
Press jucând cu echipa națională în 2017.

### 2017

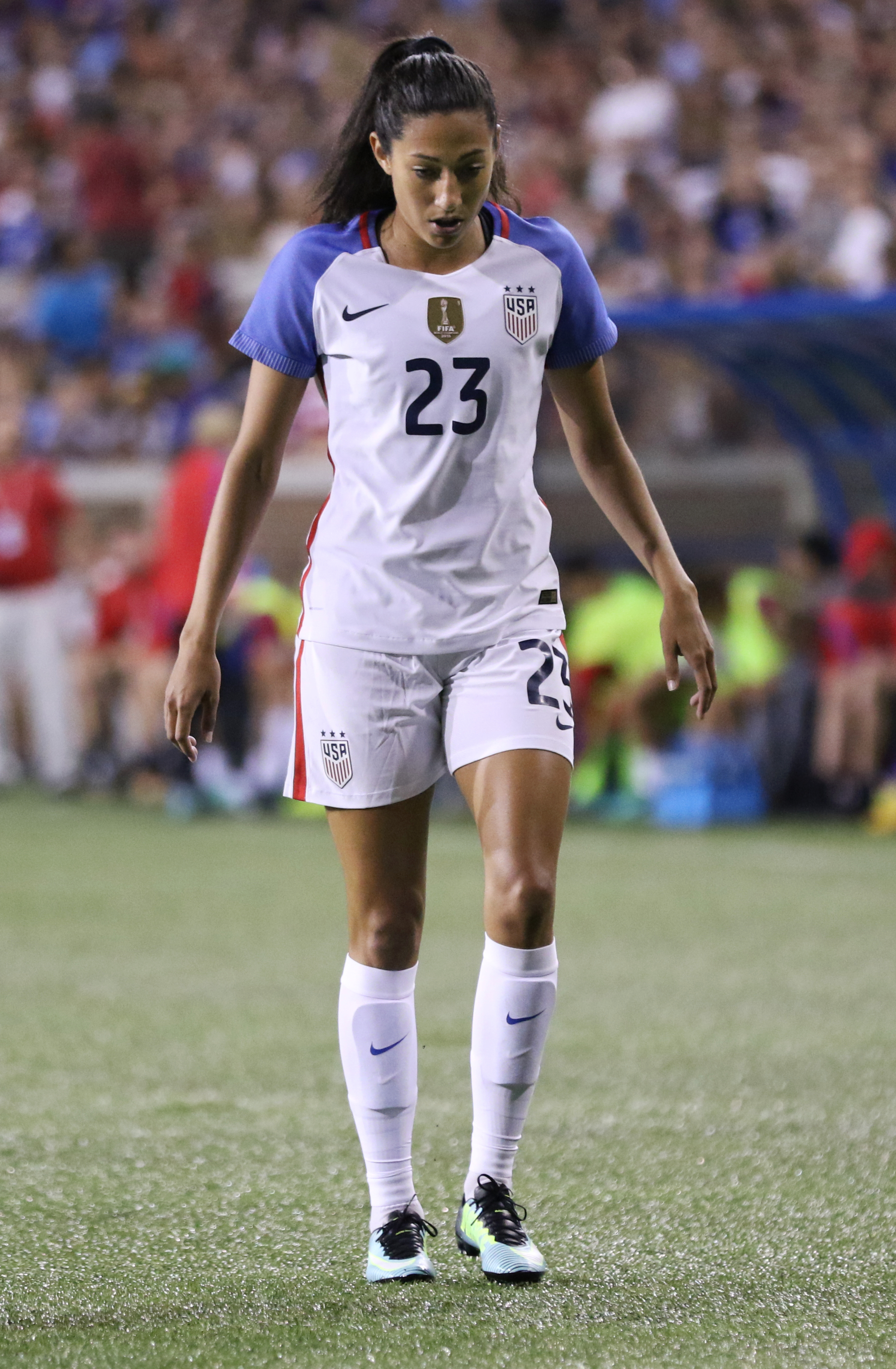
Press jucând pentru echipa națională în 2017.

În 2017, Press a apărut din nou în fiecare meci al echipei Statelor Unite și a fost unul dintre doar trei jucători care a făcut acest lucru.   Ea a marcat singurul gol dintr-o victorie de 1-0 asupra Norvegiei într-un amical din iunie. La Turneul Națiunilor din 2017 desfășurat în trei locații diferite din California și Washington, Press a marcat un gol în minutul 80 împotriva Braziliei pentru a ridica deficitul de scor al SUA la 3-2. Cinci minute mai târziu, ea a oferit o pasă de gol lui Megan Rapinoe pentru a egala. Cu un gol suplimentar al lui Julie Ertz, echipa a transformat jocul pentru o victorie cu 4-3.  A terminat 2017 cu trei goluri și trei pase de gol.  

### 2018
Press a fost numită în lista pentru Cupa SheBelieves 2018 din februarie.  SUA au câștigat turneul pentru a doua oară.  După ce a fost transferată împotriva dorințelor sale la Houston Dash, Press a refuzat să se alăture echipei și se presupune că a avut în vedere multiple oferte de la cluburile suedeze.   Ulterior, ea nu a fost considerată în echipa americană pentru o serie de amicale împotriva Mexicului.
După ce a semnat cu Kopparbergs / Göteborg FC la sfârșitul lunii martie, Press a fost chemat la următoarea meciuri din SUA, în iunie, pentru o serie de amicale împotriva Chinei .  Pe 12 iunie, Press a devenit cea de-a 37-a jucătoare feminină din istoria SUA care a jucat în 100 de partide pentru echipa națională a femeilor din SUA..  Pe 31 august, Press a fost onorată pentru cele  100 de participări în echipă în timpul unui amical împotriva Chile în orașul natal din Los Angeles  fiind în acel meci căpitanul echipa. 
În septembrie, Press a fost numit în echipa de 20 de jucători pentru Campionatul feminin CONCACAF 2018 .  Ea a realizat  un gol și două pase de gol într-o victorie cu 5-0 asupra Panama în faza grupelor.  SUA au câștigat cel de-al doilea Campionat CONCACAF consecutiv și au câștigat un loc  la Cupa Mondială FIFA Feminin din 2019 din Franța.  

### 2019
În ianuarie 2019, Press a marcat singurul gol dintr-o victorie cu 1–0 asupra Spaniei într-un amical de la Alicante .  La Cupa SheBelieves din 2019, ea a dat o pasă de gol lui Alex Morgan, la un minut după intrarea în joc.  O lună mai târziu, într-un amical împotriva Belgiei, Press a înregistrat 3 pase de gol  într-o victorie de 6-0. 

#### Cupa Mondială FIFA Feminin 2019
Pe 2 mai 2019 Press a fost numită în lista finală cu 23 de jucători pentru Cupa Mondială FIFA Feminin 2019 - aceasta a fost a doua oară când a jucat pentru Cupă. 
Press a apărut în toate cele trei etape și a început și a jucat cele 90 de minute complete în cel de-al doilea meci din grupă  împotriva Chiliei .  Press a început meciul din semifinală împotriva Angliei și a marcat un gol în minutul 10, pentru a pune SUA în avantaj cu 1-0, pentru ca apoi Statele Unite să câștige cu 2-1, avansând la a treia finală a Cupei Mondiale.  Press a înlocuit-o pe Megan Rapinoe  în finala Cupei Mondiale în a doua repriză. A fost unul dintre cei patru jucători americani care a jucat în toate cele șapte jocuri din Cupa Mondială.  Statele Unite au învins Olanda în scorul de 2-0 în finală, pentru a câștiga cea de-a doua Cupă Mondială consecutivă. Aceasta a fost cea de-a doua victorie a Cupei Mondiale. 
Pe 7 noiembrie 2019, Press a devenit cel de-al 12-lea jucător din istoria USWNT care a marcat 50 de goluri internaționale. Al 50-lea gol a avut loc în minutul 28 al unui amical împotriva Suediei . Statele Unite au câștigat cu 3-2, iar Press a dat marcat și a dat o pasă de gol.  Press terminată 2019 cu 5 goluri și 12 asistențe. Cele 12 pase de gol ale acesteia au asigurat victoria echipei iar ea a fost, de asemenea, singurul membru al USWNT care a apărut în toate cele 24 de jocuri din 2019. 

## Statistici de carieră

### Club
La match played October 12, 2019.
| Club              | Season       | League | League | Playoffs | Playoffs | Cup  | Cup   | UEFA | UEFA  | Total | Total |
| Club              | Season       | Apps   | Goals  | Apps     | Goals    | Apps | Goals | Apps | Goals | Apps  | Goals |
| ----------------- | ------------ | ------ | ------ | -------- | -------- | ---- | ----- | ---- | ----- | ----- | ----- |
| Pali Blues        | 2010         | 10     | 4      | —        | —        | —    | —     | —    | —     | 10    | 4     |
| magicJack         | 2011         | 17     | 8      | 2        | 0        | —    | —     | —    | —     | 19    | 8     |
| Göteborg FC       | 2012         | 21     | 17     | —        | —        | 6    | 5     | 6    | 3     | 33    | 25    |
| Tyresö FF         | 2013         | 20     | 23     | —        | —        | 3    | 3     | 9    | 9     | 32    | 35    |
| Tyresö FF         | 2014         | 6      | 2      | —        | —        | 0    | 0     | 0    | 0     | 6     | 2     |
| Total             | Total        | 74     | 54     | 2        | 0        | 9    | 8     | 15   | 12    | 100   | 74    |
| Chicago Red Stars | 2014         | 12     | 6      | 0        | 0        | —    | —     | —    | —     | 12    | 6     |
| Chicago Red Stars | 2015         | 11     | 10     | 1        | 0        | —    | —     | —    | —     | 12    | 10    |
| Chicago Red Stars | 2016         | 14     | 8      | 1        | 1        | —    | —     | —    | —     | 15    | 9     |
| Chicago Red Stars | 2017         | 23     | 11     | 1        | 0        | —    | —     | —    | —     | 24    | 11    |
| Total             | Total        | 60     | 35     | 3        | 1        | —    | —     | —    | —     | 63    | 36    |
| Göteborg FC       | 2018         | 8      | 4      | —        | —        | 0    | 0     | 0    | 0     | 8     | 4     |
| Utah Royals FC    | 2018         | 11     | 2      | 0        | 0        | —    | —     | —    | —     | 11    | 2     |
| Utah Royals FC    | 2019         | 14     | 8      | 0        | 0        | —    | —     | —    | —     | 14    | 8     |
| Total             | Total        | 33     | 14     | 0        | 0        | —    | —     | —    | —     | 33    | 14    |
| Career total      | Career total | 167    | 103    | 5        | 1        | 9    | 8     | 15   | 12    | 196   | 124   |

### Rezumat internațional
| An       | Apps | Începe | Min  | Gls | Asts | Obiective pe 90 min. |
| -------- | ---- | ------ | ---- | --- | ---- | -------------------- |
| 2013     | 12   | 5      | 554  | 8   | 2    | 1.3                  |
| 2014     | 23   | 14     | 1322 | 11  | 5    | 0,8                  |
| 2015     | 20   | 13     | 1169 | 10  | 4    | 0.7                  |
| 2016     | 25   | 9      | 1122 | 12  | 5    | 0.96                 |
| 2017     | 16   | 8      | 741  | 3   | 3    | 0.36                 |
| 2018     | 10   | 4      | 442  | 2   | 4    | 0.41                 |
| 2019     | 24   | 10     | 1174 | 5   | 12   | 0,38                 |
| 2020     | 5    | 2      | 181  | 5   | 1    | 1,99                 |
| totaluri | 135  | 64     | 6705 | 56  | 35   | 0,86                 |

### Apariții la Cupa Mondială
| Match                       | Date       | Location         | Opponent      | Lineup        | Result | Competition   |
| --------------------------- | ---------- | ---------------- | ------------- | ------------- | ------ | ------------- |
| 2015 FIFA Women's World Cup |            |                  |               |               |        |               |
| 1                           | 2015-06-09 | Winnipeg, Canada | Australia     | Format:Subout | 3–1 W  | Group stage   |
| 2                           | 2015-06-13 | Winnipeg, Canada | Suedia        | Format:Subout | 0–0 D  | Group stage   |
| 3                           | 2015-06-23 | Edmonton, Canada | Columbia      | Format:Subin  | 2–0 W  | Round of 16   |
| 4                           | 2015-06-27 | Ottawa, Canada   | China         | Format:Subin  | 1–0 W  | Quarter-final |
| 2019 FIFA Women's World Cup |            |                  |               |               |        |               |
| 5                           | 2019-06-11 | Reims, France    | Thailanda     | Format:Subin  | 13–0 W | Group stage   |
| 6                           | 2019-06-16 | Paris, France    | Chile         | Start         | 3–0 W  | Group stage   |
| 7                           | 2019-06-20 | Le Havre, France | Suedia        | Format:Subin  | 2–0 W  | Group stage   |
| 8                           | 2019-06-24 | Reims, France    | Spania        | Format:Subin  | 2–1 W  | Round of 16   |
| 9                           | 2019-06-28 | Paris, France    | Franța        | Format:Subin  | 2–1 W  | Quarter-final |
| 10                          | 2019-07-02 | Lyon, France     | Anglia        | Start         | 2–1 W  | Semi-final    |
| 11                          | 2019-07-07 | Lyon, France     | Țările de Jos | Format:Subin  | 2–0 W  | Final         |

### Apariții la olimpiade
| Meci                                   | Data       | Locație                  | Adversar      | Alinia   | Rezultat          | Competiție      |
| -------------------------------------- | ---------- | ------------------------ | ------------- | -------- | ----------------- | --------------- |
| Turneul olimpic de fotbal 2016 feminin |            |                          |               |          |                   |                 |
| 1                                      | 2016-08-03 | Belo Horizonte, Brazilia | Noua Zeelandă | {{{4}}}. | 2–0 W             | Etapa grupelor  |
| 2                                      | 2016-08-06 | Belo Horizonte, Brazilia | Franța        | {{{4}}}. | 1–0 W             | Etapa grupelor  |
| 3                                      | 2016-08-09 | Manaus, Brazilia         | Columbia      | start    | 2–2 D             | Etapa grupelor  |
| 4                                      | 2016-08-12 | Brasilia, Brazilia       | Suedia        | {{{4}}}. | 1–1 (pso 4-3) (L) | Sfert de finala |

## Distincții și premii

### Internaționale
- Campionatul feminin CONCACAF : 2014, 2018
- Cupa Mondială a Femeilor FIFA : 2015, 2019
- Cupa Algarve : 2013, [117] 2015 [118]
- Turneul de calificare olimpică feminin CONCACAF : 2016 [119] ; 2020 [120]
- She Believes Cup : 2016, [121] 2018 [122]
- Turneul Națiunilor : 2018

### Individual
- Trofeul Hermann : 2010 [123]
- Jucătorul Conferinței Pac-10 al anului: 2010 [124]
- Premiul pentru Jucătorul Anului Soccer America : 2010 [125]
- WPS Rookie al anului : 2011 [126]
- Premiul Damallsvenskan Golden Boot (Tyresö FF): 2013 [27]
- NWSL Second XI : 2014 [127]
- NWSL Best XI : 2015, [128] 2016, [129] 2017, [130] 2019 [131]
- Jucătorul lunii NWSL : 2015 (aprilie), [132] 2019 (august)
- Jucătorul săptămânii NWSL : 2015 (săptămâna 2), [133] 2017 (săptămâna 6), [134] 2019 (săptămâna 17)
- Jucătorul lunii Damallsvenskan: 2018 (aprilie) (Kopparbergs / Göteborg FC) [135]
- Turul de calificare olimpic al femeilor CONCACAF Balonul de Aur: 2020 [120]

### Club
- Cupa Suediei (Kopparbergs / Göteborg FC): 2012 [136]
- Liga Campionilor Femininilor UEFA (Tyresö FF): 2013–14 Alergator [137]

## În cultura populară

### Apariții media și susținere
Press a apărut în mai multe reclame și piese promoționale pentru Nike .   În 2014, a fost prezentată într-o reclamă pentru Wheaties .  În mai 2015, a jucat în reclame de televiziune pentru Coppertone .   Ea a devenit un ambasador al mărcii pentru producătorul de produse nutriționale Genesis Today în februarie 2016.  În ianuarie 2018, a parteneriat cu Hydrive Energy Water.   A apărut în videoclipuri pentru organizația pentru drepturile animalelor PETA . 
Un personaj care seamănă cu Press a apărut pe The Simpsons împreună cu coechipierii Alex Morgan și Abby Wambach în mai 2015.  În același an, a jucat în scurtmetrajul, Un teren de joc egal .   Ea a fost prezentată într-o serie de reviste, inclusiv Self,  Howler,  Shape,  Darling Magazine  și Glamour .  În 2015, ea a fost prezentată pe copertele Sports Illustrated și Yoga Digest .   În 2016, Press a pozat nud pentru revista anuală The Body Issue a ESPN. 
Press a fost prezentată alături de colegii ei naționali în seria de jocuri video FIFA de la EA Sports din FIFA 16, prima dată când jucătoarele au fost incluse în joc.  În octombrie 2015, ea a fost anunțată ca gazdă pentru FOX Sports '@The Buzzer  și a condus o mulțime de fani Chicago Cubs în cântarea "Take Me Out to the Ballgame" împreună cu colegii de echipă Julie Ertz și Lori Chalupny . 

### Parada și primirea la Casa Albă
În urma victoriei Statelor Unite ale Americii la Cupa Mondială a Femeilor din FIFA 2015, Press și coechipierii acesteia au devenit prima echipă sportivă feminină care a fost onorată cu o paradă  în New York.  Fiecare jucător a primit o cheie pentru oraș de la primarul Bill de Blasio .  În luna octombrie a aceluiași an, echipa a fost onorată de președintele Barack Obama la Casa Albă . 